# アニケトゥス (解放奴隷)
アニケトゥス (ラテン語:Anicetus) は、古代ローマのギリシャ系解放奴隷である。解放奴隷の為本名は不明。アニケトゥスとは「無敵」「征服されざる者」といった類の意味である。
彼はローマ皇帝であるネロの幼少期には家庭教師を行っていたが解放奴隷という事もあり解雇された。
ネロを指導した後、アニケトゥスは西暦59年にミセヌム艦隊（praefectus classis）の指揮官になる。彼は後にネロに雇われ、ネロの母親である小アグリッピナを殺害した。一度目はボートを使った暗殺を企てるも失敗しその後、西暦59年3月23日、アニケトゥス自身がネロからの命令により、アグリッピナを別荘で刺して殺害した。
その後、アニケトゥスはネロに、アニケトゥス自身も追放される事にはなるが莫大な礼を与える事を約束した上でネロの妻であるクラウディア・オクタウィアと姦淫したことを告白するように命令される。アニケトゥスは命じられた以上の告白をし、罰としてオクタウィアは追放され甚大な苦しみの末に亡くなった。アニケトゥスはサルデーニャに追放され、そこで彼はネロからもらった莫大な資産で老齢の死まで快適な生活を送った

また、このアニケトゥスを海賊であるアニケトゥス (海賊) とする説も存在しており、この説に基づくとアニケトゥスはネロの自殺の翌年に反乱を起こし処刑されたと考えられる。